# Ariane Friedrich
Ariane Friedrich, Nordhausen, Alemania, 10 de enero de 1984), cuyo apellido real es Tempel, es una atleta de salto de altura alemana. Ganó la medalla de bronce en el Campeonato del Mundo de 2009 y representó a Alemania en los Juegos Olímpicos de Pekín 2008. Consiguió el mejor récord alemán al aire libre en el evento, con una marca de 2,06m, aunque fue 1cm menos que el récord en pista cubierta conseguido por Heike Henkel.
Se convirtió en la campeona de Alemania en los años 2004, 2007, 2008, 2009 y 2010, y actualmente representa al club LG Eintracht Frankfurt.

## Carrera
Ariane ganó la medalla de oro en el Campeonato de Europa Júnior de Atletismo 2003, la medalla de bronce en la Universiada de Verano de 2005, la medalla de plata en la Universiada de Verano de 2007 y la medalla de oro en la Universiada de Verano de 2009. Además, consiguió el octavo lugar en el Campeonato del Mundo en Pista Cubierta de 2008, y se llevó el séptimo lugar en la final de salto de altura en los Juegos Olímpicos de Pekín 2008.
Su temporada en pista cubierta arrancó con fuerza en el año 2009, con un triunfo en el Campeonato de Europa de Atletismo en Pista Cubierta, con un salto de 2,01m. Su temporada al aire libre comenzó con su mejor salto personal, el cual fue de 2,06 metros en junio de 2009 en el Internationales Stadionfest, rompiendo el récord nacional al aire libre de Heike Henkel de 2,05 metros. Un mes más tarde, ganó otra medalla de oro en el Campeonato de Europa por equipos de 2009. Completó un juego completo de medallas en la Universiada de julio cuando finalmente ganó el oro en la Universiada de Verano de 2009.

### Marcas personales
| evento                              | mejor (m) | lugar               | fecha                 |
| ----------------------------------- | --------- | ------------------- | --------------------- |
| Salto de altura (al aire libre)     | 2.06      | Berlín, Alemania    | 14 de junio de 2009   |
| Salto de altura (en pista cubierta) | 2.05      | Karlsruhe, Alemania | 15 de febrero de 2009 |